# Nick Phillips
Nicholas Addison Phillips (né le 21 janvier 1938) est un avocat britannique et ancien juge principal.
Nick Phillips est le premier président de la Cour suprême du Royaume-Uni, exerçant ses fonctions entre octobre 2009 et octobre 2012. Il est également le dernier Senior Law Lord et le premier Lord juge en chef d'Angleterre et du pays de Galles à être à la tête du système judiciaire anglais lorsque cette fonction est transférée du Lord grand chancelier en avril 2006 . Avant son poste de juge en chef, il est maître des rôles de 2000 à 2005. Il siège en tant que crossbencher.

## Jeunesse
Nick Phillips est né le 21 janvier 1938. Il suit ses études à la Bryanston School (où il est ensuite nommé gouverneur de l'école en 1975. Il est président de ses gouverneurs depuis 1981). Il effectue son service national avec la Royal Navy et la Royal Naval Volunteer Reserve, en étant nommé officier . Après deux ans de service, il va au King's College de Cambridge, où il étudie le droit. En 1962, il est admis au Barreau du Middle Temple où il est boursier Harmsworth. Il entreprend un pupillage à 2 Essex Court Chambers (avec l'Anglo-American QC, Waldo Porges) et y obtient par la suite un poste, puis part à 1 Brick Court (aujourd'hui Brick Court Chambers).
En 1973, il est nommé conseiller adjoint au ministère de la Défense et au Trésor pour le Droit maritime et les dossiers d'amirauté. Le 4 avril 1978, il est conseiller de la reine (QC).

## Carrière judiciaire
En 1982, Phillips est nommé Recorder et à partir de 1987, il est juge à plein temps de la Haute Cour à la Division du Banc de la Reine, avec la chevalerie coutumière . Il s'intéresse à la formation juridique et est président du Conseil de l'éducation juridique de 1992 à 1997. Il préside plusieurs procès de fraude complexes, notamment ceux couvrant la fraude à la caisse de retraite Robert Maxwell et Barlow Clowes . En 1995, il devient lord juge d'appel et est nommé au Conseil privé.
Le 12 janvier 1999, il est nommé Lord of Appeal in Ordinary  et créé pair à vie en vertu de l'Appellate Jurisdiction Act de 1876 comme baron Phillips de Worth Matravers, de Belsize Park dans le Borough londonien de Camden.
Il succède à Harry Woolf comme Maître des Roles le 6 juin 2000. Il mène une enquête sur l'épidémie d'encéphalopathie spongiforme bovine . Il est Lord juge en chef d'Angleterre et du pays de Galles de 2005 à 2008, date à laquelle il est reconduit en tant que Lord of Appeal in Ordinary .
En 2008, Phillips est le Senior Lord of Appeal in Ordinary jusqu'à ce qu'il devienne le premier président de la Cour suprême du Royaume-Uni le 1er octobre 2009 .
La reine Élisabeth II le fait Chevalier de l'Ordre de la Jarretière le 23 avril 2011 .
Le 11 octobre 2011, Phillips annonce sa retraite le 30 septembre 2012, près de quatre mois avant l'âge de la retraite obligatoire des juges britanniques à 75 ans le 21 janvier 2013 .
Après s'être retiré du banc, Phillips suit Woolf en tant que président de la Cour internationale du Qatar à Doha. Il siège au tribunal de 2012 à 2018 . Il est également arbitre .
En mars 2012, le Gouvernement de Hong Kong nomme Phillips juge non permanent de la Cour d'appel final de Hong Kong . Il est également président de la British Maritime Law Association et président de la European Maritime Law Organization .

## Vie privée
Phillips est marié à Christylle Marie-Thérèse Rouffiac, avec qui il a deux filles, un beau-fils et une belle-fille, et vit à Hampstead, Londres. Sa fille Marie est romancière. Ses grands-parents maternels sont des Juifs séfarades qui s'étaient enfuis d'Alexandrie en Grande-Bretagne. Il est membre des clubs Brooks et Garrick. Il est livreur de la Worshipful Company of Drapers et ancien premier directeur de la Worshipful Company of Shipwrights, ainsi que membre honoraire de la Society of Advanced Legal Studies, University College de Londres, Hughes Hall, Cambridge et du King's College, Cambridge.
Phillips est également premier Fellow et professeur invité de Faculté de Droit de King's College London . Il reçoit des diplômes honorifiques de doctorat en droit (Hon. LLD) d'Exeter (1998), Birmingham (2003), Londres (2004), Wake Forest University (2010) et l'Institut international de droit maritime, et docteur en droit civil (Hon. DCL) de la City University, Londres (2003) . Phillips est chancelier de l'Université de Bournemouth de 2009 à 2018, succédant à Kate Adie .

## Distinctions
- Chevalier de l'ordre de la Jarretière (KG) en 2011.